# Manchester (Missouri)
Manchester ist eine Stadt (mit dem Status „City“) im St. Louis County im US-amerikanischen Bundesstaat Missouri und Bestandteil der Metropolregion Greater St. Louis. Das U.S. Census Bureau hat bei der Volkszählung 2020 eine Einwohnerzahl von 18.333 ermittelt.

## Geografie
Manchester liegt im westlichen Vorortbereich von St. Louis auf 38°35′49″ nördlicher Breite und 90°30′33″ westlicher Länge. Die Stadt erstreckt sich über 12,9 km². 
Die Stadt liegt größtenteils in der Queeny Township, erstreckt sich aber auch in die Lafayette und die Missouri River Township.
Benachbarte Orte von Manchester sind Winchester (am westlichen Stadtrand), Ballwin (4 km westlich), Clarkson Valley (9,5 km nordwestlich), Town and Country (6,8 km ostnordöstlich), Twin Oaks (am südlichen Stadtrand) und Valley Park (6,4 km südlich). Das Zentrum der Stadt St. Louis liegt 33,9 km östlich.

## Verkehr
Durch Manchester verläuft die alte Route 66 auf einer gemeinsamen Strecke mit der Missouri State Route 100. In der Stadtmitte kreuzt die Missouri State Route 141. Alle weiteren Straßen sind County Roads oder weiter untergeordnete innerörtliche Verbindungsstraßen.
Der Lambert-Saint Louis International Airport liegt 35 km nordöstlich von Manchester.

## Demografische Daten
Nach der Volkszählung im Jahr 2010 lebten in Manchester 18.094 Menschen in 7239 Haushalten. Die Bevölkerungsdichte betrug 1402,6 Einwohner pro Quadratkilometer. In den 7239 Haushalten lebten statistisch je 2,5 Personen. 
Ethnisch betrachtet setzte sich die Bevölkerung zusammen aus 87,6 Prozent Weißen, 3,1 Prozent Afroamerikanern, 0,2 Prozent amerikanischen Ureinwohnern, 6,0 Prozent Asiaten sowie 1,1 Prozent aus anderen ethnischen Gruppen; 2,1 Prozent stammten von zwei oder mehr Ethnien ab. Unabhängig von der ethnischen Zugehörigkeit waren 2,9 Prozent der Bevölkerung spanischer oder lateinamerikanischer Abstammung. 
23,5 Prozent der Bevölkerung waren unter 18 Jahre alt, 63,6 Prozent waren zwischen 18 und 64 und 12,9 Prozent waren 65 Jahre oder älter. 51,3 Prozent der Bevölkerung war weiblich.
Das mittlere jährliche Einkommen eines Haushalts lag bei 71.071 USD. Das Pro-Kopf-Einkommen betrug 34.724 USD. 5,6 Prozent der Einwohner lebten unterhalb der Armutsgrenze.